# Lysandra pseudoasturiensis
Lysandra pseudoasturiensis är en fjärilsart som beskrevs av Karl Schawerda 1942. Lysandra pseudoasturiensis ingår i släktet Lysandra och familjen juvelvingar. Inga underarter finns listade i Catalogue of Life.